# Comuna de Rzeczenica
Rzeczenica (polaco: Gmina Rzeczenica) é uma gminy (comuna) na Polónia, na voivodia de Pomerânia e no condado de Człuchowski. A sede do condado é a cidade de Rzeczenica.
De acordo com os censos de 2004, a comuna tem 3735 habitantes, com uma densidade 13,6 hab/km².

## Área
Estende-se por uma área de 274,92 km², incluindo:
- área agricola: 27%
- área florestal: 66%

## Demografia
Dados de 30 de Junho 2004:
|                      | Total   | Total | Mulheres | Mulheres | Homens  | Homens |
| -------------------- | ------- | ----- | -------- | -------- | ------- | ------ |
|                      | pessoas | %     | pessoas  | %        | pessoas | %      |
| População            | 3735    | 100   | 1925     | 51,5     | 1810    | 48,5   |
| Densidade (pop./km²) | 13,6    | 100   | 7        | 7        | 6,6     | 6,6    |

De acordo com dados de 2002, o rendimento médio per capita ascendia a 1728,71 zł.

## Comunas vizinhas
- Biały Bór, Czarne, Człuchów, Koczała, Przechlewo, Szczecinek